# Raimundo Macêdo
Raimundo Antônio de Macedo,  mais conhecido como Raimundão (Aurora, 30 de novembro de 1942) é um médico e político brasileiro, filiado ao Partido do Movimento Democrático Brasileiro (PMDB).

## Biografia
Foi agricultor em sua cidade natal, no entanto decidiu abandonar a lavoura e se dedicar aos estudos, formando-se em medicina com especialidade em cirurgia geral.

## Vida Política
Entrou para a política em 1988, elegendo-se vice-prefeito de Juazeiro do Norte pelo Partido da Social Democracia Brasileira (PSDB), em que esteve filiado até o ano de 2008. Em 1990 foi eleito deputado estadual, conseguindo se reeleger por quatro vezes consecutivas. Em 2004 foi eleito prefeito de Juazeiro do Norte. Em 2010, após migrar para o PMDB, elegeu-se deputado federal. Em 2012 elegeu-se novamente prefeito de Juazeiro do Norte. Em 2016 tornou-se candidato à reeleição pela coligação Frente Popular de Juazeiro, composta pelo PMDB, DEM, PPS, PR, PSDC, PTdoB, PMN, PSL e PEN. No entanto, desistiu da sua candidatura deste ano, apos isso sua candidatura foi barrada pelo TRE-CE, em 2018 se candidatou para o cargo de Deputado Estadual sendo sua candidatura novamente barrada na lei da ficha limpa pelo TRE-CE, sendo assim colocando o seu filho Davi Macedo no lugar. 

## Controvérsias e Corrupção
Quando prefeito fez um pedido a câmara de vereadores para reduzir os salários dos professores, causando indignação e grandes protestos na cidade. Foi afastado em Junho de 2015 pela justiça, com denuncias do Ministério Publico acusando-o de irregularidades em doações de terrenos. Mencionado no jornal do Cariri por responder a 35 processos por corrupção. Em agosto de 2015 o mesmo conseguiu uma liminar para voltar ao cargo. Já no fim do seu mandato, em novembro de 2016, foi afastado novamente pela Justiça. 